# Sven Meinhardt
Sven Meinhardt (Mülheim an der Ruhr, 28 september 1971) is een voormalig hockeyer uit Duitsland, die speelde als aanvaller. Met de Duitse nationale hockeyploeg nam hij tweemaal deel aan de Olympische Spelen (1992 en 1996). 
Bij zijn olympische debuut, in 1992 in Barcelona, won Meinhardt de gouden medaille met de Duitse ploeg, die destijds onder leiding stond van bondscoach Paul Lissek. Meinhardt speelde in totaal 190 interlands voor zijn vaderland in de periode 1989-1999.
In clubverband kwam hij uit voor Uhlenhorst Mülheim. Met deze club won hij de Duitse landstitel in 1990, 1991, 1994 en 1995. Van 1988 tot 1996 sleepte deze club maar liefst negen keer de Europacup I in de wacht. Bij de laatste zeven edities was Meinhardt van de partij.

## Erelijst
- 1990 –  Champions Trophy in Melbourne
- 1991 –  Champions Trophy in Berlijn
- 1992 –  Champions Trophy in Karachi
- 1992 –  Olympische Spelen in Barcelona
- 1994 –  Champions Trophy in Lahore
- 1995 –  Champions Trophy in Berlijn
- 1996 – 4e Olympische Spelen in Atlanta

Andreas Becker · 
Christian Blunck · 
Carsten Fischer · 
Volker Fried  · 
Michael Hilgers · 
Andreas Keller · 
Michael Knauth · 
Oliver Kurtz · 
Christian Mayerhöfer · 
Sven Meinhardt · 
Michael Metz · 
Klaus Michler · 
Christopher Reitz · 
Stefan Saliger · 
Jan-Peter Tewes · 
Stefan Tewes · 
Coach: Paul Lissek
Christoph Bechmann · 
Andreas Becker · 
Patrick Bellenbaum · 
Christian Blunck · 
Oliver Domke · 
Björn Emmerling · 
Carsten Fischer · 
Volker Fried · 
Michael Green · 
Michael Knauth · 
Christian Mayerhöfer · 
Sven Meinhardt · 
Klaus Michler · 
Christopher Reitz · 
Stefan Saliger · 
Jan-Peter Tewes · 
Coach: Paul Lissek